# Союз МС-25
Союз МС-25 (№ 756) — российский транспортный пилотируемый космический корабль серии «Союз МС» семейства «Союз», запуск которого к Международной космической станции состоялся 23 марта 2024 года (был ранее запланирован на 13 марта, перенесён на 21 марта, но был отменён по техническим причинам). Запуск корабля прошёл с помощью ракеты-носителя «Союз-2.1а» со стартовой площадки № 31 космодрома Байконур. Во время полёта на МКС доставлены один участник космических экспедиций МКС-70/71 и два участника 21-й экспедиции посещения. Это 175-й полёт кораблей семейства «Союз», в том числе 71-й — к МКС. Стыковка корабля с МКС была проведена в автоматическом режиме 25 марта 2024 года.

## Экипаж
| Космонавт              | Должность                    | № полёта        | Организация                       |
| Основной экипаж        | Основной экипаж              | Основной экипаж | Основной экипаж                   |
| ---------------------- | ---------------------------- | --------------- | --------------------------------- |
| Олег Новицкий          | Командир ТПК «Союз МС»       | 4               | Роскосмос                         |
| Марина Василевская     | Участник космического полёта | 1               | Белорусское космическое агентство |
| Трейси Колдвелл-Дайсон | Бортинженер                  | 3               | НАСА                              |
| Дублирующий экипаж     |                              |                 |                                   |
| Иван Вагнер            | Командир ТПК «Союз МС»       | 2               | Роскосмос                         |
| Анастасия Ленкова      | Участник космического полёта | 1               | Белорусское космическое агентство |
| Доналд Петтит          | Бортинженер                  | 4               | НАСА                              |
| Экипаж посадки         |                              |                 |                                   |
| Олег Кононенко         | Командир ТПК «Союз МС»       | 5               | Роскосмос                         |
| Николай Чуб            | Бортинженер                  | 1               | Роскосмос                         |
| Трейси Колдвелл-Дайсон | Бортинженер                  | 3               | НАСА                              |

29 мая 2023 года Роскосмос объявил, что в основной экипаж 21-й экспедиции посещения на корабле «Союз МС-25» вошли космонавт Роскосмоса Олег Новицкий, гражданка Республики Беларусь и астронавт НАСА Трейси Дайсон. Полёт на МКС запланирован в марте 2024 года. Ожидается, что после короткой экспедиции на станции Олег Новицкий и представительница Республики Беларусь возвратятся на Землю на корабле «Союз МС-24» с астронавтом НАСА Лорел О’Хара, а Трейси Дайсон продолжит полёт на МКС в составе космической экспедиции МКС-70/МКС-71 до сентября 2024 года и приземлится на корабле «Союз МС-25» вместе с космонавтами О. Кононенко и Н. Чубом, после их годового пребывания на станции.
В Центре подготовки космонавтов имени Ю. А. Гагарина проходили подготовку в качестве кандидаток на участие в космическом полёте две гражданки Республики Беларусь: Марина Василевская (бортпроводник авиакомпании «Белавиа») и Анастасия Ленкова (детский хирург), которые вошли в шорт-лист из шести кандидаток на полёт в космос, отобранных в Белоруссии из более чем 3 тысяч претендентов.
6 марта 2024 года основной и дублирующий экипажи пилотируемого корабля «Союз МС-25» прибыли на космодром Байконур, где провели предполетные тренировки и медицинские обследования перед запуском к Международной космической станции.

## Подготовка корабля и ракеты-носителя

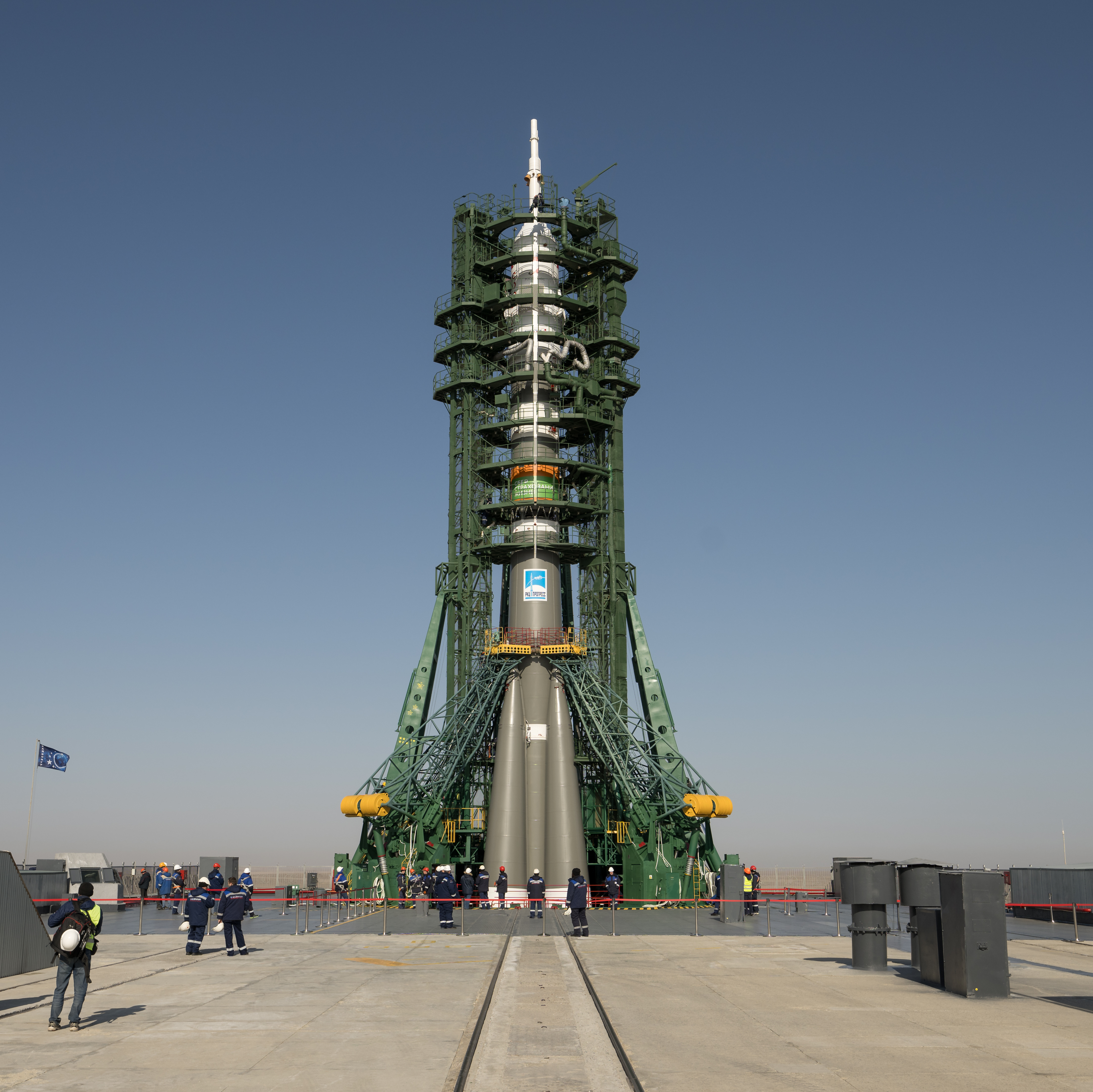
РКН «Союз-2.1а» на стартовой площадке

14 сентября 2023 года корабль был доставлен на технический комплекс космодрома Байконур в монтажно-испытательный корпус 254-й площадки для проведения штатной подготовки в соответствии с программой полёта к Международной космической станции. После осмотра ТПК был переведён в режим хранения до начала непосредственной подготовки к запуску. 25 января 2024 года в безэховой камере было проведено тестирование радиотехнической аппаратуры «Курс-НА», которая обеспечивает сближение и стыковку корабля с МКС. 7 февраля начались вакуумные испытания корабля «Союз МС-25». 6 марта проведена механическая сборка «пакета» ракеты-носителя: к центральному блоку (вторая ступень) присоединены четыре боковых блока (первая ступень). 10-11 марта проведены технические операции по заправке корабля «Союз МС-25» компонентами топлива и сжатыми газами. 12 марта корабль «Союз МС-25» состыковали с переходным отсеком, 13 марта проведены авторский осмотр корабля и накатка головного обтекателя, завершено размещение в обитаемых отсеках ТПК основной части грузов, доставляемых на МКС. 16 марта проведена общая сборка ракеты космического назначения «Союз-2.1а» с пилотируемым кораблем «Союз МС-25». 18 марта ракету космического назначения «Союз-2.1а» с пилотируемым кораблем «Союз МС-25» вывезли на стартовый комплекс 31-й площадки космодрома Байконур. После установки ракеты в вертикальное положение продолжилась её подготовка к пуску.
18 марта ракету космического назначения «Союз-2.1а» с пилотируемым кораблем «Союз МС-25» вывезли на стартовый комплекс 31-й площадки космодрома Байконур. После установки ракеты в вертикальное положение продолжилась её подготовка к пуску.
21 марта 2024 года в 16:21 мск по техническим причинам (из-за просадки напряжения химического источника тока), на завершающем этапе предпусковой подготовки, за несколько секунд до старта ракеты-носителя «Союз-2.1а» с ТПК «Союз МС-25», произошла нештатная ситуация и автоматическая отмена пуска. Пуск был перенесён на резервную дату — 23 марта. Экипаж был эвакуирован из корабля, после снятия скафандров проведён медосмотр членов экипажа, затем космонавты вернулись на карантин, а дальнейшая подготовка к старту была продолжена. Стартовый комплекс был возвращён в исходное положение.

## Полёт

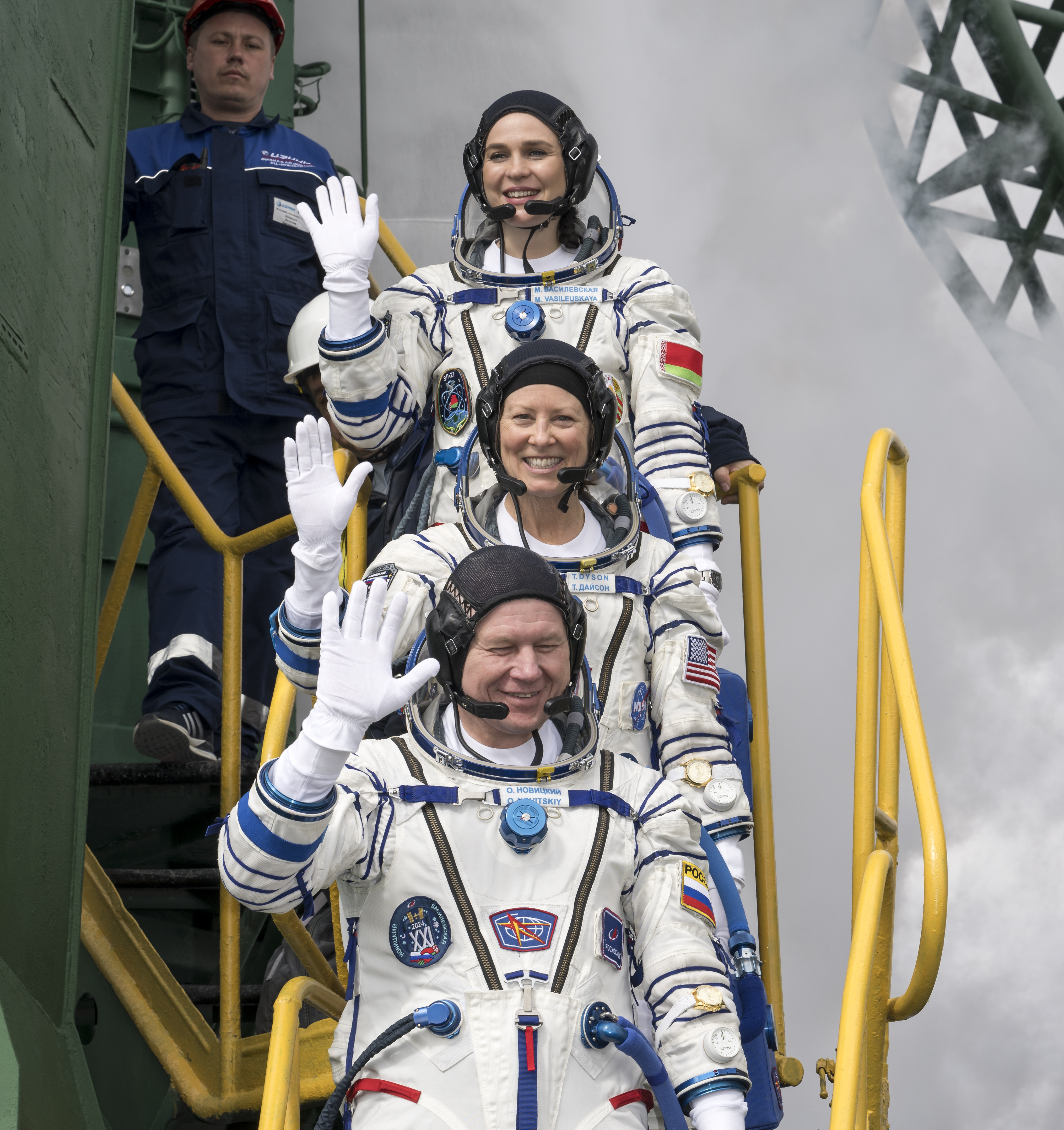
Экипаж ТПК «Союз МС-25» перед стартом 23 марта 2024

23 марта 2024 года в 15:36:10,573 по московскому времени с 31-й площадки космодрома Байконур состоялся пуск ракеты-носителя «Союз-2.1а» с транспортным пилотируемым кораблем «Союз МС-25». В экипаж корабля входят участники 21-й экспедиции посещения МКС — космонавт Роскосмоса Олег Новицкий и участница космического полета из Республики Беларусь Марина Василевская, а также участница 71-й длительной экспедиции на станции астронавт НАСА Трейси Дайсон. Выведение корабля на заданную орбиту, его отделение от третьей ступени ракеты, раскрытие антенн и панелей солнечных батарей корабля прошли в штатном режиме. Стыковка «Союза МС-25» к узловому модулю «Причал» российского сегмента МКС проведена в автоматическом режиме 25 марта 2024 года в 18:02:50 мск.
После 13-суточной экспедиции посещения на МКС Олег Новицкий и Марина Василевская вернулись на Землю 6 апреля 2024 года на корабле «Союз МС-24» с астронавтом НАСА Лорел О’Хара. Трейси Дайсон продолжила полёт на МКС в составе космической экспедиции МКС-70/МКС-71 до 23 сентября 2024 года. Планируется, что она приземлится на корабле «Союз МС-25» вместе с российскими космонавтами Олегом Кононенко и Николаем Чубом, после их годового пребывания на станции.

## Эмблема экипажа
Эмблема основного экипажа корабля выполнена в форме щита, что символизирует победу и достижение целей. На эмблему нанесены государственные флаги стран-участниц полёта: России, Республики Беларусь и США. Флаги соединены в треугольник, что означает сплочение экипажа 21-й экспедиции посещения МКС, над флагами размещены фамилии членов экипажа. В центре эмблемы изображён логотип Роскосмоса и корабль «Союз МС-25», устремившийся к МКС. Внизу эмблемы нанесена гора Казбек — позывной экипажа.